# Leptogaster exacta
Leptogaster exacta är en tvåvingeart som beskrevs av Walker 1862. Leptogaster exacta ingår i släktet Leptogaster och familjen rovflugor. Inga underarter finns listade i Catalogue of Life.